# Xerox Alto

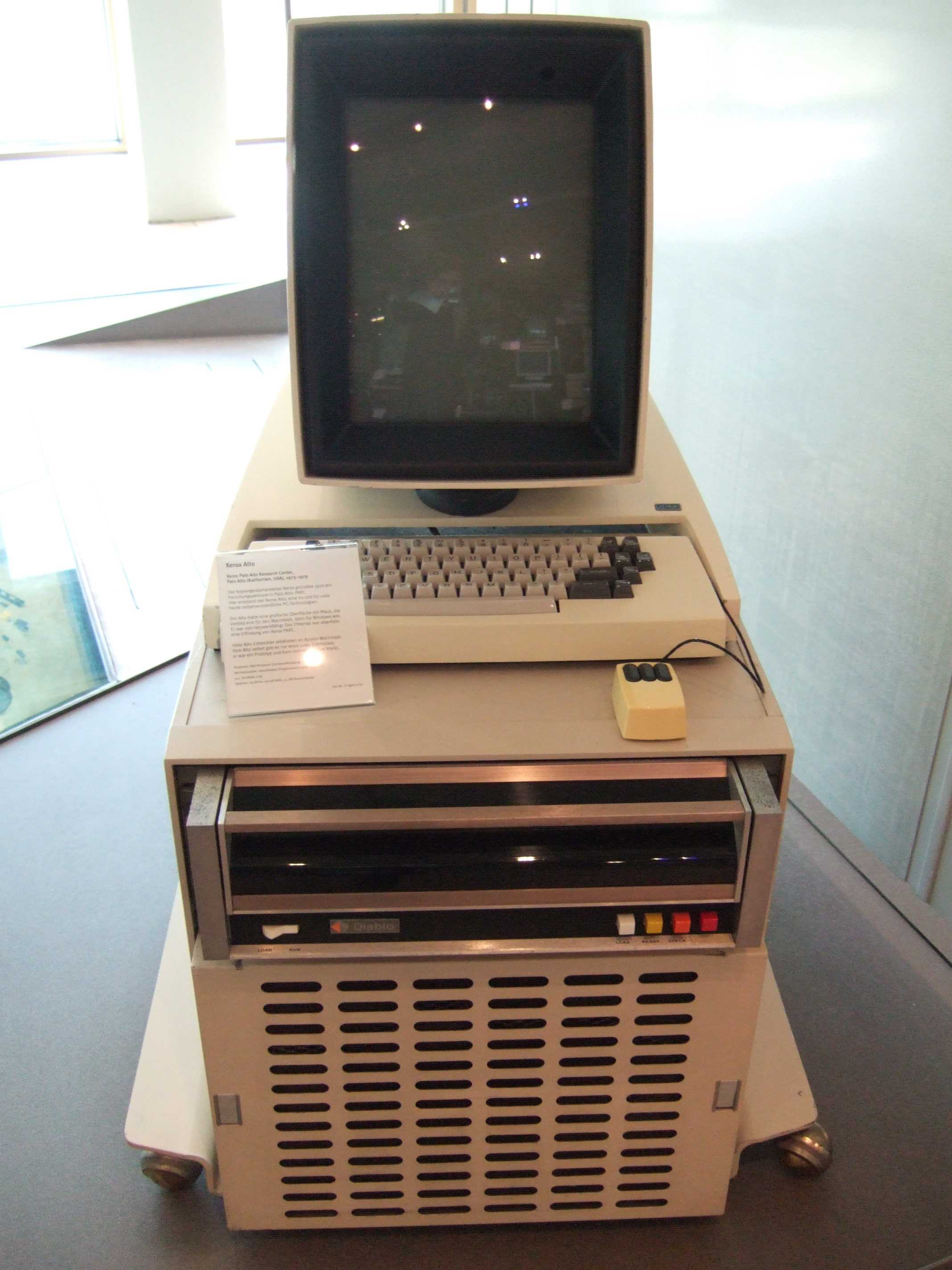
施乐Alto

Xerox Alto是施乐公司于1973年所推出的一款计算机系统，它是第一台带有图形用户界面的计算机，亦被认为是个人电脑的先驱之一，它拥有一个位图显示器，这意味着屏幕上的每个像素都能被单独打开或关闭，从而实现渲染图形、字母、画笔笔迹等功能，屏幕上每个像素都对应了主存储器的一位数据，Alto还附有一个三键鼠标以供使用者操作，其本体置于一个较小的机柜内，Alto采用了微指令设计，搭载四颗德州仪器74181算术逻辑单元。采用可移动2.5MB磁盘盒作为存储器介质，Alto支持多任务处理和以太网网络，并带有世界上第一个所见即所得文本编辑器Bravo，但它没有与其它许多小型计算机一样支持串行终端。
Alto由施乐公司旗下的施乐帕洛阿尔托研究中心（PARC）研发，研发工作由巴特勒·兰普森和查尔斯·撒克尔牵头，巴特勒在他于1972年所写的一份备忘录“为什么是Alto?”中构思出了它，灵感来源于由道格拉斯·恩格尔巴特开发并于1968年的“演示之母”演示上所展出的“联机系统（NLS），Alto主要由撒克尔设计，参与了Alto项目的还有此前构思出Dynabook的艾伦·凯，曾任ARPA信息处理技术办公室主任的罗伯特·泰勒，后来创办了Grid Systems公司的约翰·艾伦比等人，艾伦·凯创立了一个“学习研究小组”，致力于研究如何使Alto便于儿童使用，同时为Alto开发了编程语言Smalltalk，后来，查尔斯·萨克尔在2009年因设计与实现了Alto而荣获当年的图灵奖，萨克尔还在2004年与艾伦·凯、巴特勒·兰普森和罗伯特·泰勒一起因对Alto的贡献而荣获查尔斯·斯塔克·德雷珀奖。
第一台Alto于1973年3月1日推出，每台价值32000美元，因为施乐高管认为其成本过于高昂，故施乐总共只少量生产了2000台Alto，没有将其作为消费品向市场推广，其中有1,000台被分发给各个施乐实验室使用，施乐另外还将50台Alto分别捐赠给斯坦福大学、麻省理工学院、罗切斯特大学和卡内基·梅隆大学等几所大学。后来，施乐公司于1981年推出了Alto的商业化版本施乐Star工作站，一开始，Star被作为“整体办公系统”与文件服务器和打印机一起，以100,000美元的高价捆绑出售，后来改以16595美元的价格单独出售，最终没有取得成功，现有几台Alto在美国加利福尼亚州山景城的计算机历史博物馆展出，一台在佐治亚州罗斯韦尔的美国计算机博物馆展出，另外还有几台Alto在马里兰州罗斯韦尔的System Source计算机博物馆展出。

## 图集

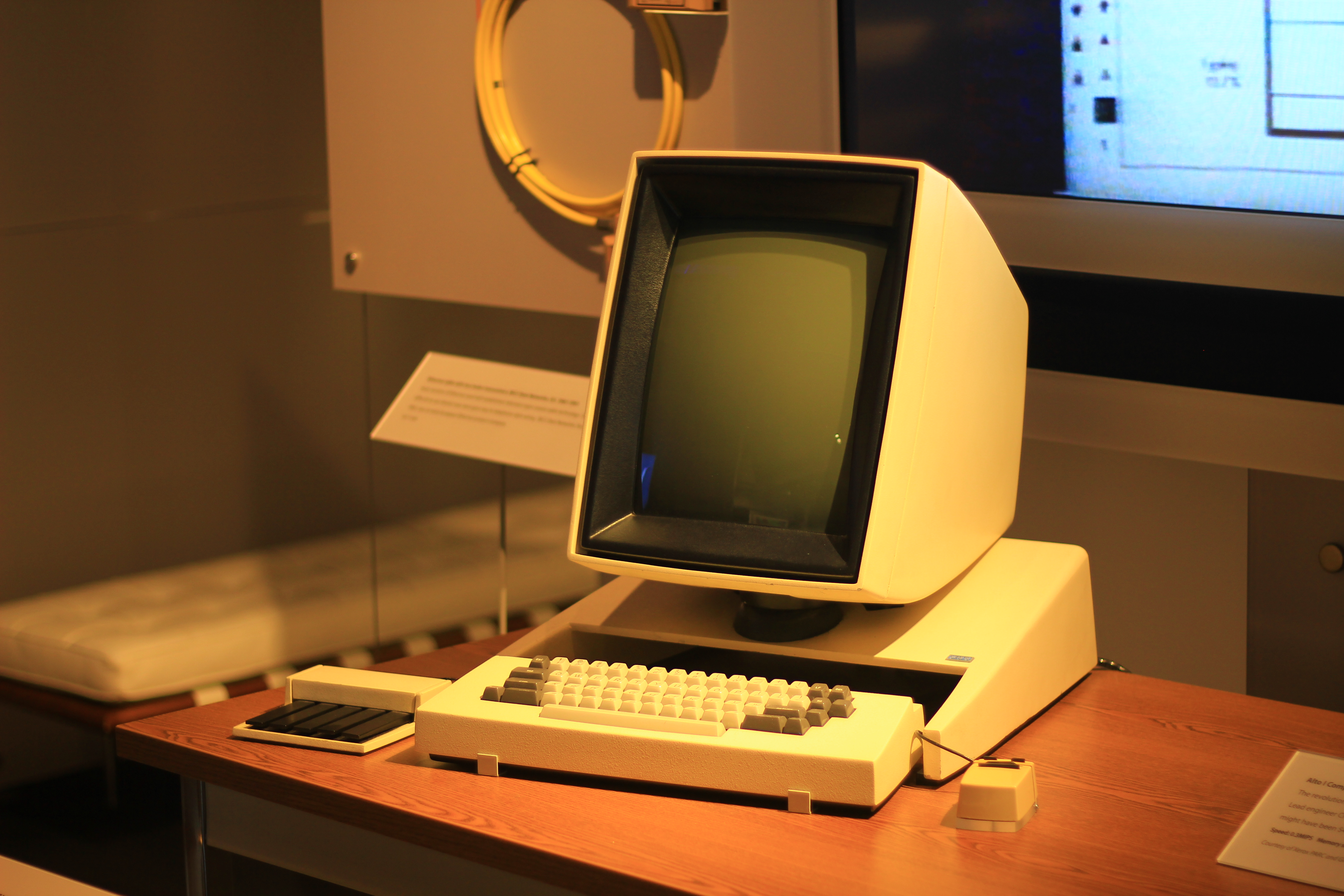
在计算机历史博物馆展出的Alto
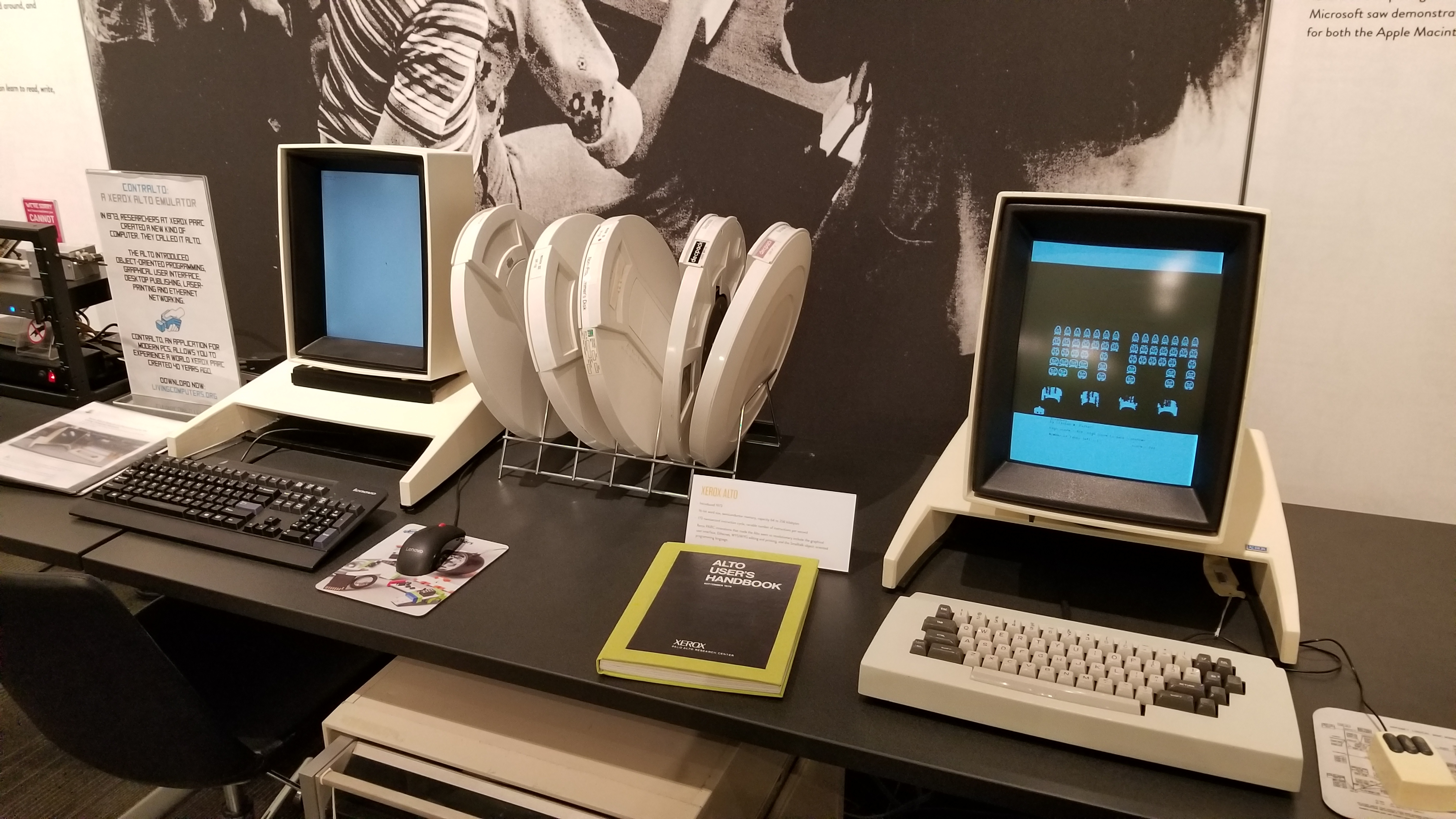
处于正常开机运行状态的Alto，展于西雅图计算机博物馆
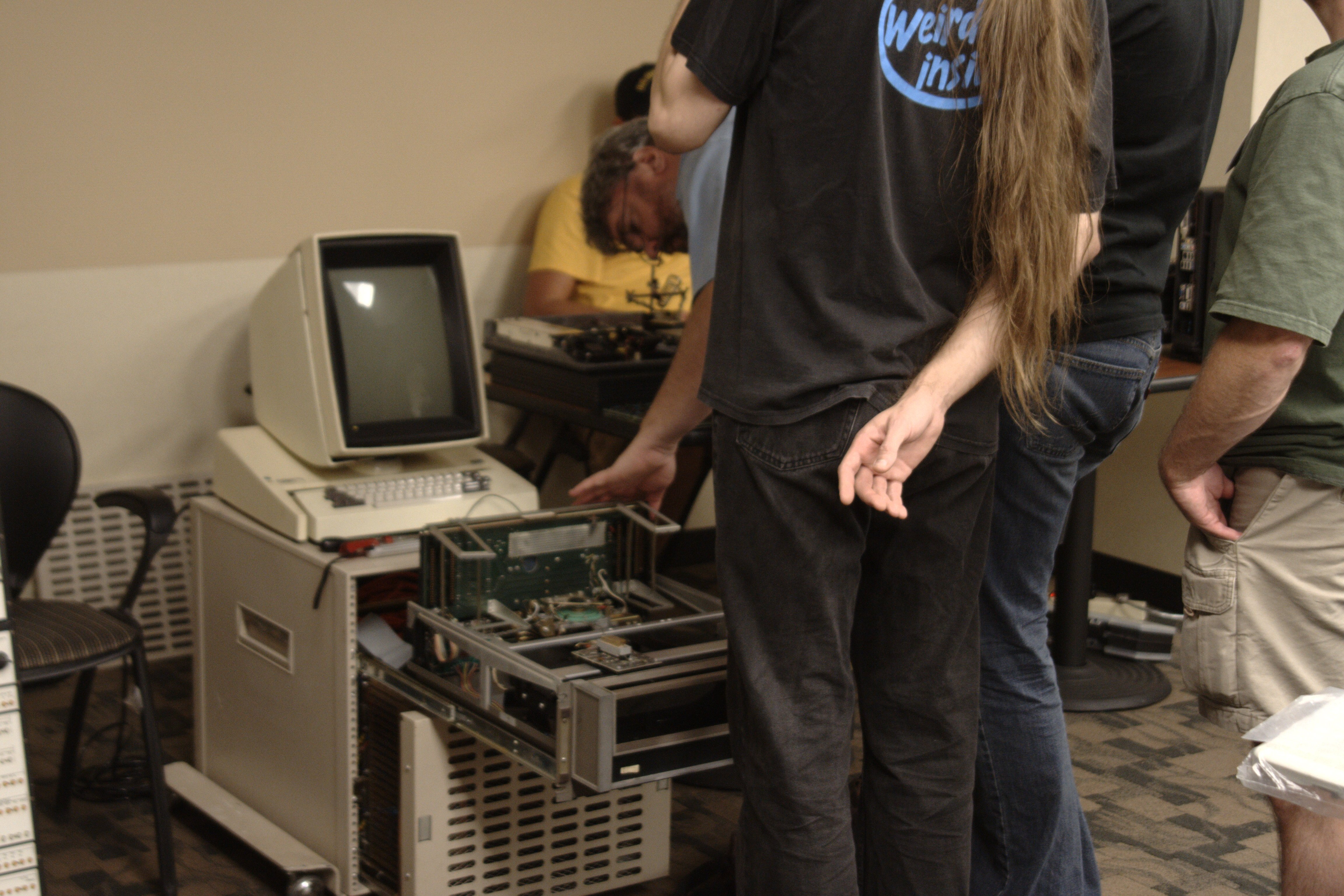
被从机柜中拉出的Alto主机
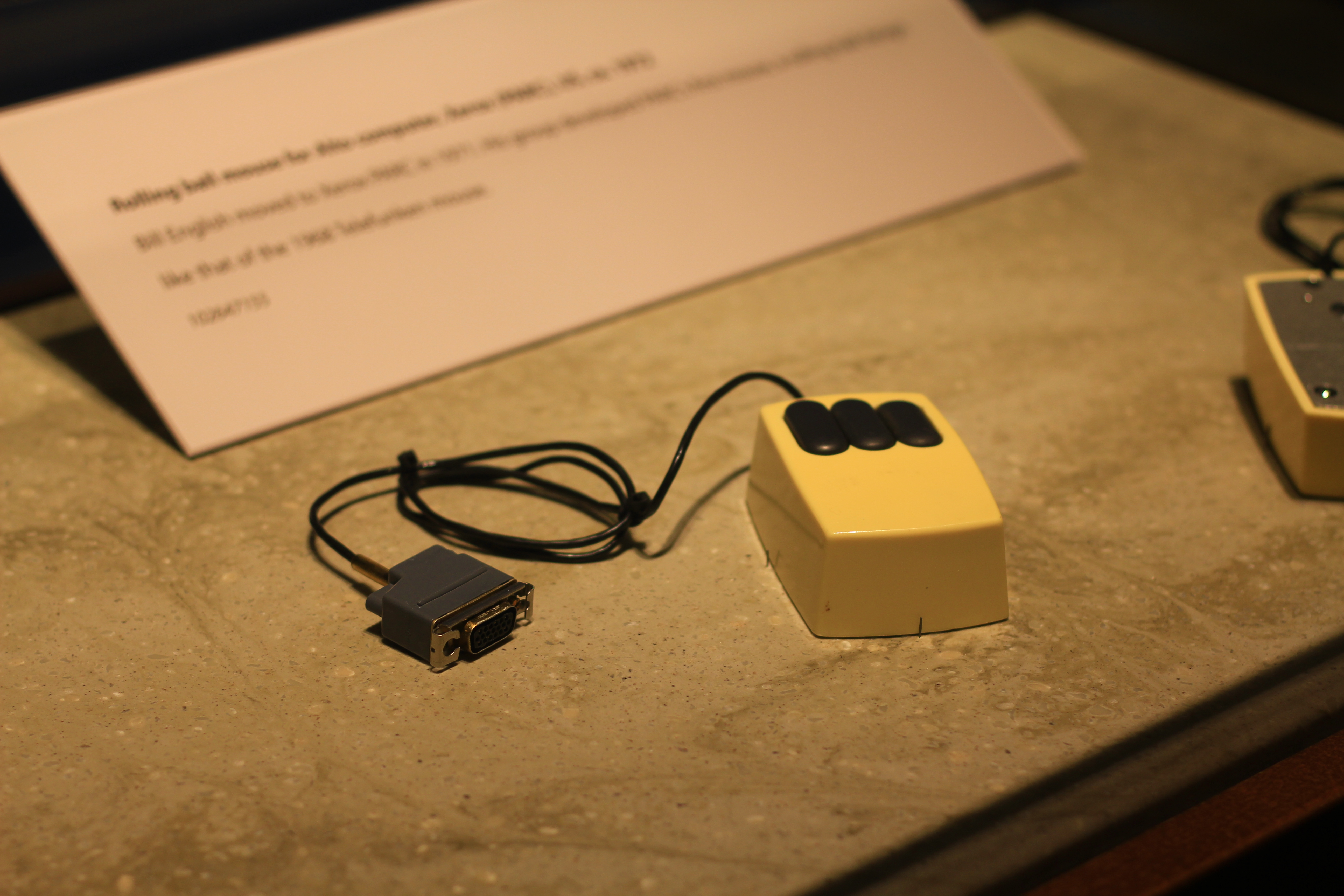
Alto所配备的三键鼠标
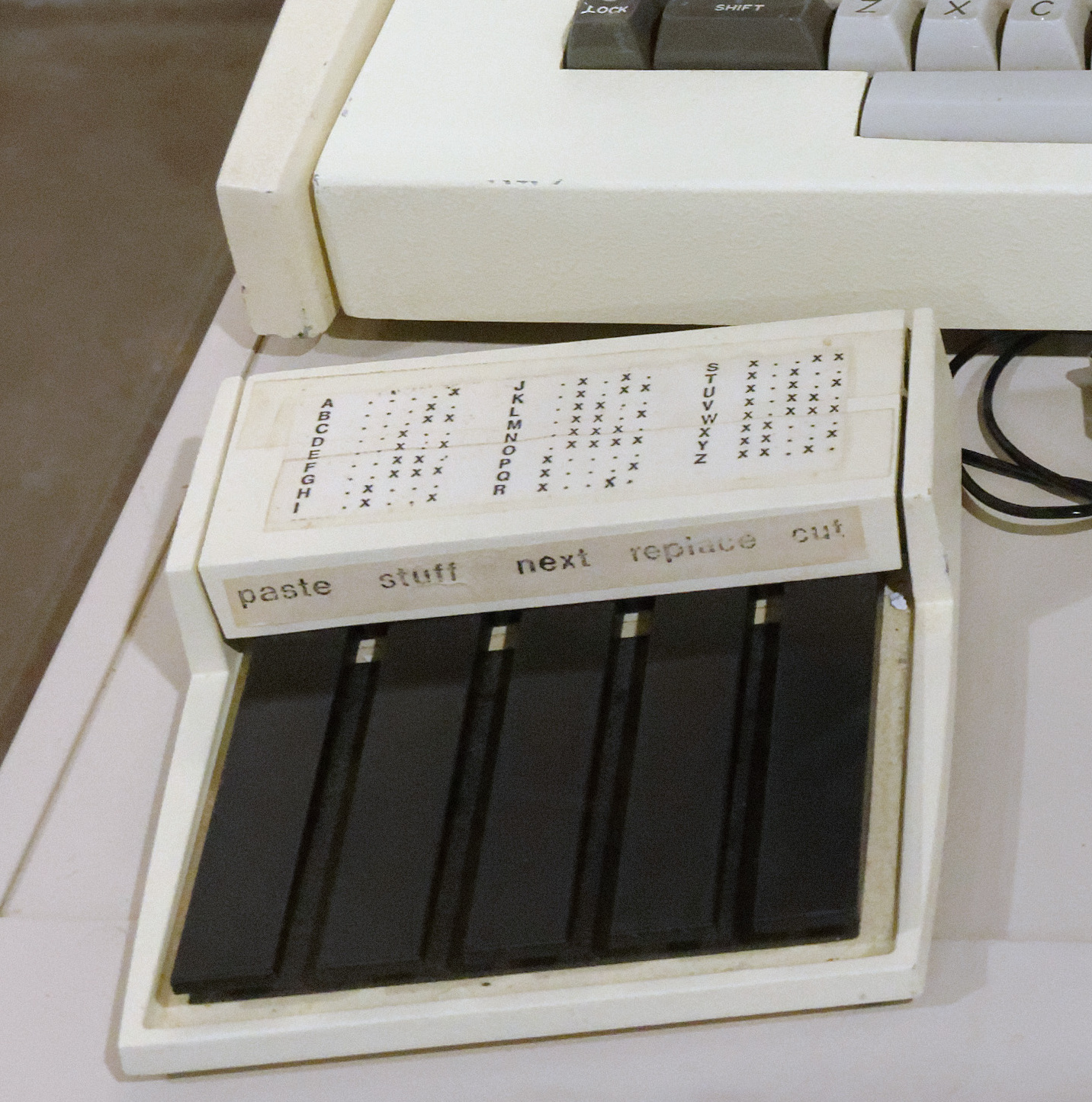
除了普通键盘外，Alto还配备有一个和弦键盘